# Víctor Guzmán (ur. 2002)
Víctor Andrés „Toro” Guzmán Olmedo (ur. 7 marca 2002 w Tijuanie) – meksykański piłkarz występujący na pozycji środkowego obrońcy, reprezentant Meksyku, od 2023 roku zawodnik Monterrey.